# Aeroporto internazionale Sfinge
L'Aeroporto internazionale Sfinge (in arabo مطار سفنكس الدولي‎?) (ICAO: HESX - IATA: SPX) è un aeroporto internazionale egiziano a servizio della città di Giza, a ovest del Cairo lungo l'autostrada Cairo-Alessandria, nel Governatorato di Giza.

## Storia
Nell'ottobre 2017 venne annunciato che l'aeroporto sarebbe stato aperto ai voli commerciali a partire dall'estate 2018, con inizio delle operazioni sperimentali nel gennaio 2018.
Nel gennaio 2019 EgyptAir Express iniziò le operazioni di volo con delle tratte di prova per Hurghada, Sharm el-Sheikh, Luxor e Assuan.
Il 1º gennaio 2020 l'aeroporto ospitò il suo primo volo internazionale dalla Giordania operato da Fly Jordan. Il 2 novembre 2022 iniziarono i voli di linea con Sharm El Sheikh. L'aeroporto è oggi operativo, ma ancora in fase di adeguamento finale.

## Strutture
L'aeroporto è adiacente e condivide alcune infrastrutture con la base aerea Cairo-West. La pista principale (16R/34L) si trova a 2 chilometri a ovest del complesso della pista Cairo West mentre l'area di parcheggio degli aerei e le strutture del terminal si trovano sul lato ovest della pista. Sul campo si trova il TACAN Cairo West (identifictivo: BLA). Il Cairo VOR-DME (identificativo: CVO) si trova a 25,6 miglia nautiche (47 km) a est dell'aeroporto.
Nel dicembre 2020 venne annunciato l'ampliamento dell'aeroporto per aumentare la superficie totale da 4.500 a 23.000 metri quadrati e portare così la capacità di 900 passeggeri all'ora invece degli attuali 300. Questo per ospitare un presunto incremento del traffico passeggeri previsto a seguito dell'apertura del Grande Museo Egizio. Anche il nuovo edificio principale dell'aeroporto comprenderà una sala viaggi con un'area di 6.500 metri quadrati, una sala arrivi di 7.000 metri quadrati, un'area ristorazione di 1.000 metri quadrati, negozi duty-free, uffici passaporti, un'Area radiologica e 28 banchi check-in. A ciò si aggiungeranno un'area bancaria e di quarantena, un'area ritiro bagagli, otto sportelli passaporti, otto scale mobili e un impianto di raffreddamento con una capacità di 1.440 tonnellate di refrigerazione.